# Michel Strogoff (film, 1926)
Pour les articles homonymes, voir Michel Strogoff (homonymie).

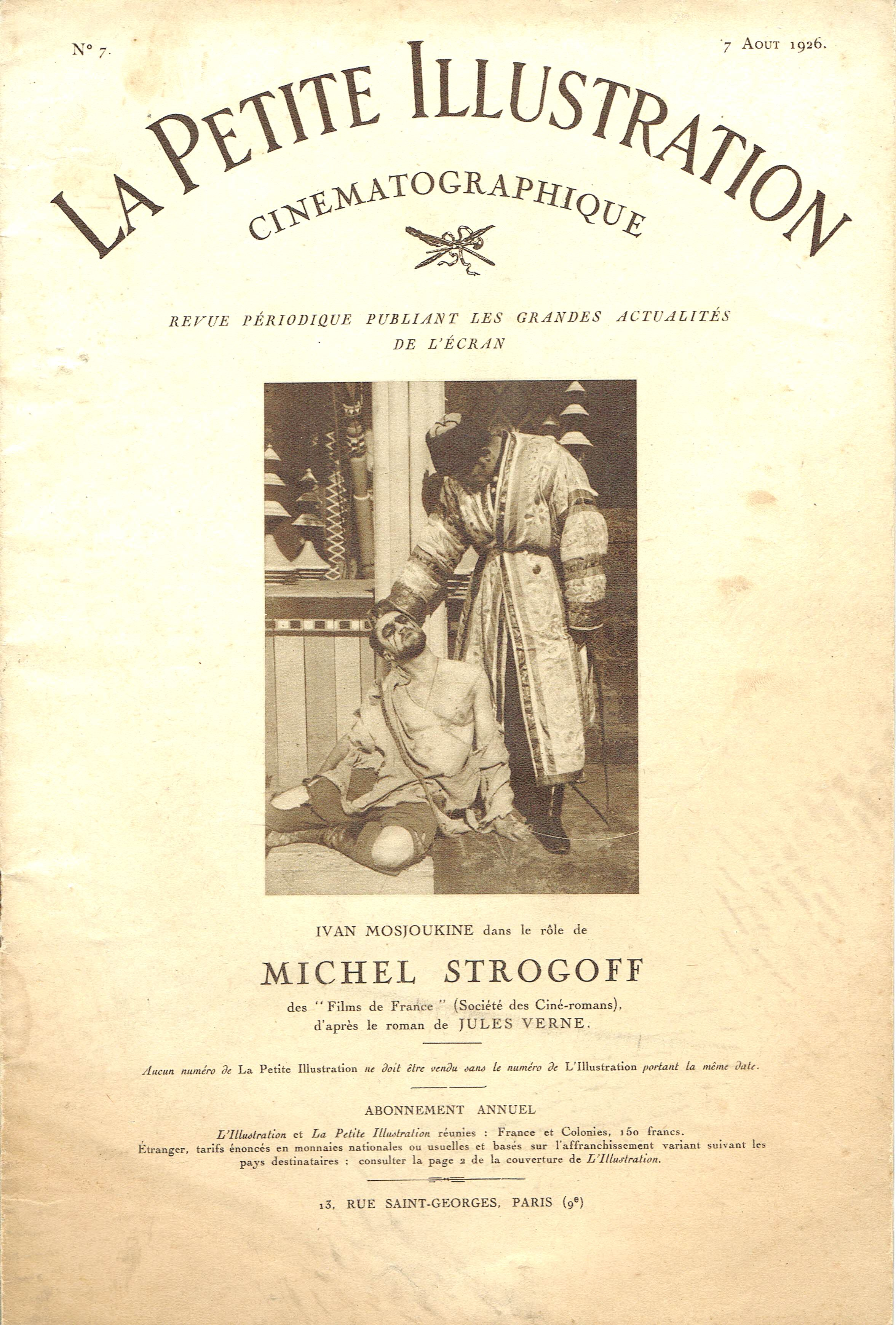
La une de la Petite Illustration cinématographique, supplément de L'Illustration, du 7 août 1926

Michel Strogoff est un film muet français réalisé par Victor Tourjanski, sorti en 1926.
Il s'agit de la première adaptation en France du roman d'aventures historique de Jules Verne Michel Strogoff, paru en 1876.

## Synopsis
Le film suit assez exactement le roman Michel Strogoff ainsi que la pièce du même nom. Sa tonalité est épique et à grand spectacle.

## Fiche technique
- Réalisation : Victor Tourjanski.
- Scénario : Victor Tourjanski, Ivan Mosjoukine et Boris de Fast d'après le roman de Jules Verne.
- Direction artistique : Noë Bloch (ru).
- Décors : Alexandre Lochakoff avec Eduardo Gosch, César Lacca, Vladimir Meingart et Pierre Schild
- Costumes : Léo Zack et Jeanne Lanvin pour les habits de Nadia.
- Photographie : Fédote Bourgasoff, Léonce-Henri Burel et Nikolai Toporkoff.
- Coordinateurs des effets spéciaux : Paul Minine, Nicolas Wilcke [2].
- Montage : Victor Tourjanski.
- Musique : Werner R. Heymann et Amaury du Closel compositeur et chef d'orchestre de l'orchestre de chambre de Roumanie dans le mégaron du palais de la musique à Athènes.
- Producteurs : Noé Bloch, Gregor Rabinovitch.
- Société de production : Ciné-France-Film (Paris) (Société des Cinéromans)
- Société de distribution : Pathé Consortium Cinéma
- Format : Muet - 35 mm - Noir et blanc - 1,33:1
- Durée : 168 minutes
- Date de sortie :
  - France : 3 décembre 1926
- Affiche : Bernard Lancy (France)

## Distribution
- Ivan Mosjoukine : Michel Strogoff
- Nathalie Kovanko : Nadia Fédor
- Acho Chakatouny : Ivan Ogareff
- Jeanne Brindeau
- Henri Debain : Harry Blount
- Boris de Fast : l'émir Féofar-Khan

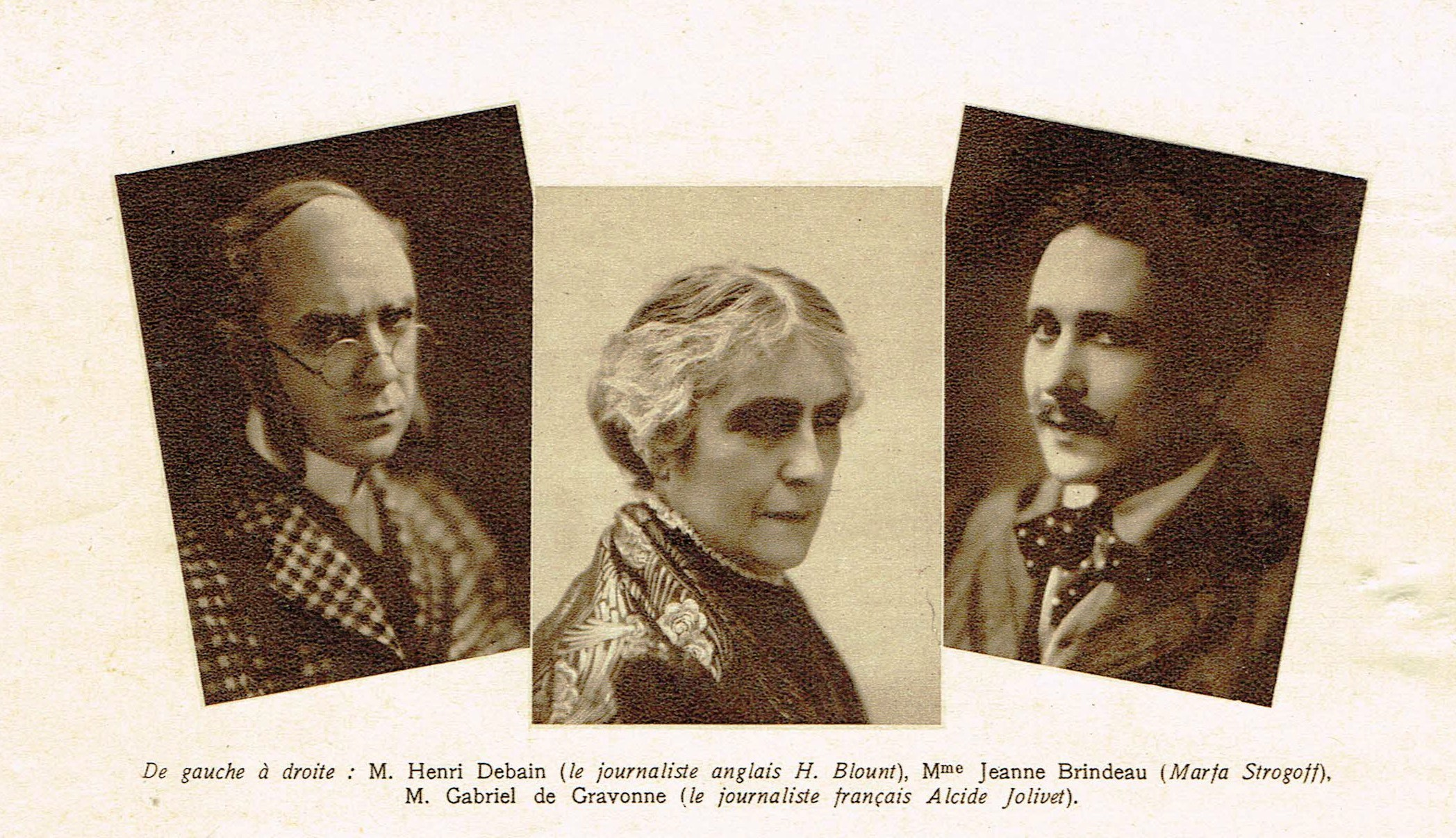

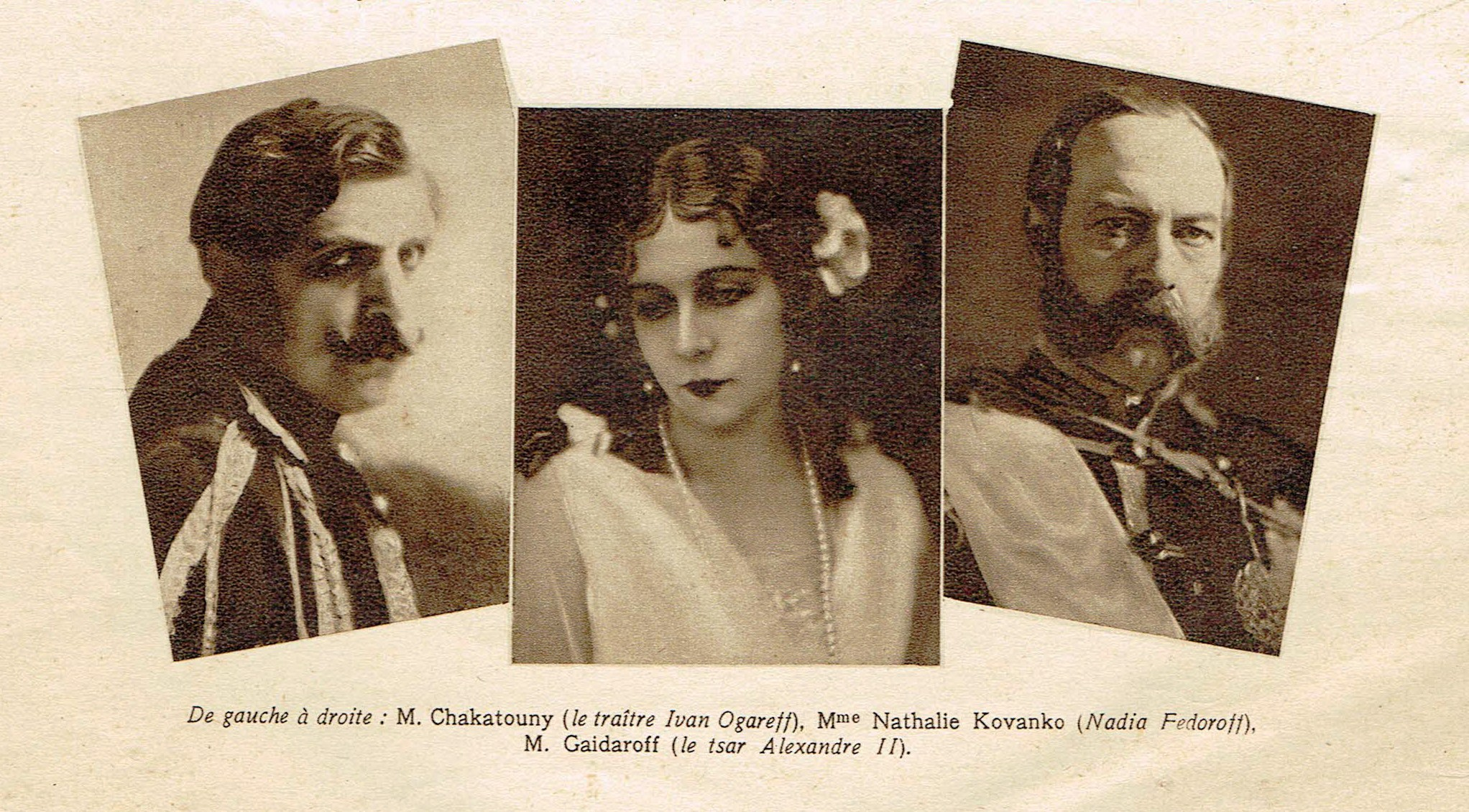

- Vladimir Gaïdarov (crédité Eugène Gaïdaroff) : le tsar Alexandre II
- Gabriel de Gravonne : Alcide Jolivet
- Nicolas Koline
- Nicolas Kougoucheff, le général Kissof
- Vladimir Kvanine : Vassili Fédor
- Tina Meller (créditée Tina de Yzarduy) : Sangarre

et 4000 fantassins et cavaliers de l'armée de Lettonie.

## Tournage
Il semblait nécessaire au producteur que le film fût tourné en Russie, mais, à cette époque, la jeune Union des républiques socialistes soviétiques n'offrait pas les meilleures dispositions à cela. Le producteur choisit donc de confier la mise en scène à un Russe et les principaux rôles à des acteurs russes. Il s’adressa au gouvernement letton, duquel il obtînt que ce dernier collaborât à l'entreprise du film.
Il existait alors dans les alentours de Riga de vastes étendues d'aspect sauvage qui ressemblaient aux steppes sibériennes ; sur ces espaces, l'on pouvait faire manœuvrer d'importantes masses humaines. Les épisodes de poursuite de cavalerie trouvaient là un décor adapté.
Tourjansky engage pour que le sujet fasse vrai une équipe composée exclusivement d'émigrés russes. Le tournage a lieu en Lettonie, nouvellement indépendante (1922) dont le gouvernement met à disposition de vastes étendues ressemblant à des plaines de Sibérie, ainsi que 4 500 soldats et cavaliers de son armée pour servir de figurants.
Le 14 mai 1925, le premier coup de manivelle fut donné aux Studios de Billancourt, où les scènes d'intérieur furent tournées. De juillet à fin septembre 1925, toute l'équipe se rendit en Lettonie pour réaliser les extérieurs, et principalement les batailles. Pour les tableaux de neige, l'équipe se déplaça en Norvège, au mois de décembre. En janvier 1926, le tournage était terminé ; un long travail de montage s'ensuivit. Le film sort en salle le 30 juin 1926
Le film est visible dans son intégralité sur internet mais il ne semble pas avoir bénéficié d'une restauration numérique . C'est avec son générique que cette page a été complétée mais on constate quelques différences avec les renseignements fournis par la cinémathèque.